# Día Internacional del Aire Limpio por un cielo azul
El Día Internacional del Aire Limpio por un cielo azul es una jornada internacional que se celebra el 7 de septiembre desde 2020, fue establecido en 2019 por la  Asamblea General de las Naciones Unidas.

## Proclamación
El Día Internacional del Aire Limpio por un cielo azul fue declarado el 19 de diciembre de 2019 por la Asamblea General de las Naciones Unidas, con la organización facilitada por el Programa de las Naciones Unidas para el Medio Ambiente (PNUMA), para sensibilizar sobre la necesidad de mejorar la calidad del aire y reducir la contaminación atmosférica. El objetivo es fomentar la colaboración global para enfrentar la contaminación del aire y sus efectos negativos en la salud humana y el medio ambiente.

## Celebración
Se celebra el 7 de septiembre de cada año. La primera celebración se realizó en 2020, y desde entonces, cada año se organizan eventos, actividades y discusiones en las que pueden participar organimos como el Banco Mundial, la Organización Mundial de la Salud, la Comisión Económica para Europa, NASA, entre otros, para promover la conciencia y la acción en torno a la calidad del aire.

## Temas
- 2020: Aire limpio para todos[4][5]
- 2021: Aire saludable, planeta saludable[4][6]
- 2022: The Air We Share,[7][8] ('El aire que compartimos')
- 2023: Juntos por un aire limpio[3]